# لورا جولياني
لورا جولياني (من مواليد 5 يونيو 1993) هي لاعبة كرة قدم إيطالية محترفة تلعب كحارسة مرمى لنادي دوري الدرجة الأولى إيه سي ميلان والمنتخب الإيطالي.

## مهنة النادي

### كومو 2000
في عام 2009، بعد أن أنهت مسيرتها المهنية مع فريق لا بينفينوتا، وهو نادي يقع في بولات وهي مدينة تقع شمال غرب ميلانو، انتقلت جولياني إلى كومو للمشاركة في موسم 2009-2010. وأول ظهور لها جاء في 14 فبراير 2010، ضد ترينتو. اختيرت ضمن التشكيلة الأساسية لموسم 2010-2011 وشاركت في جميع مباريات الدوري الـ22، وتلقت شباكها 15 هدفًا. وظهرت جولياني في الدوري الإيطالي لأول مرة في 9 أكتوبر 2011، ضد تافاجناكو، وشاركت في 22 مباراة من أصل 26 مباراة في الدوري، واستقبلت شباكها 37 هدفًا وأنهى النادي الموسم بالمركز التاسع.

### نادي ميلان
في 16 يوليو 2021، انتقلت إلى نادي ميلان.

## مهنة دولية

### تحت 19 سنة
تلقت أول استدعاء لها للمنتخب الإيطالي تحت 19 سنة في 5 مارس 2011، لخوض مباراة ودية. وظهرت لأول مرة في بطولة أمم أوروبا في 30 مايو 2011، في بطولة أمم أوروبا للسيدات 2011، في أول مباراة في دور المجموعات ضد روسيا، وقد وصلت إيطاليا إلى الدور نصف النهائي، وخرجت ضد النرويج. لعبت 19 مباراة دولية مع فريق تحت 19 سنة.

### تحت 20
ظهرت لأول مرة في 19 أغسطس 2012، خلال مباراة دور المجموعات الأولى ضد البرازيل في كأس العالم تحت 20 سنة. تعادلت إيطاليا 1–1 مع البرازيل وخسرت المباراتين التاليتين، مما أدى إلى خروجها من الدور ربع النهائي. بدأت جميع المباريات الثلاث في دور المجموعات، وتلقت شباكها سبعة أهداف.

### المنتخب
تلقت أول استدعاء لها للمنتخب الأول عندما واجهت إيطاليا النمسا في مباراة ودية أقيمت في 7 أبريل 2013، وستبعدت من التشكيلة التي شاركت في بطولة أمم أوروبا للسيدات 2013. وظهرت لأول مرة في 5 أبريل 2014 ضد إسبانيا في مباراة تصفيات كأس العالم للسيدات 2015. ولعبت جميع المباريات لإيطاليا خلال كأس العالم للسيدات 2019.

## الإحصائيات المهنية

### دولية
آخر تحديث 31 أكتوبر 2023.
| الفريق الوطني | سنة     | الظهور | الأهداف |
| ------------- | ------- | ------ | ------- |
| إيطاليا       | 2014    | 11     | 0       |
| إيطاليا       | 2015    | 6      | 0       |
| إيطاليا       | 2016    | 4      | 0       |
| إيطاليا       | 2017    | 6      | 0       |
| إيطاليا       | 2018    | 8      | 0       |
| إيطاليا       | 2019    | 15     | 0       |
| إيطاليا       | 2020    | 4      | 0       |
| إيطاليا       | 2021    | 8      | 0       |
| إيطاليا       | 2022    | 12     | 0       |
| إيطاليا       | 2023    | 5      | 0       |
| المجموع       | المجموع | 79     | 0       |

## الإنجازات
يوفنتوس
- الدوري الإيطالي: 2017–18، 2018–19، 2019–20، 2020–21
- كأس إيطاليا: 2018–19
- كأس السوبر الإيطالي: 2019، 2020

فردي
- أفضل تشكيلة للسيدات من AIC: 2019.[11]